# 李立群
李立群（1952年5月2日—），臺灣新竹縣出生，籍貫河南孟州，臺灣舞台劇、相聲演員、影視演員，表演工作坊的創立人之一。電影、電視、劇場三棲，包括《光陰的故事》、《暗戀桃花源》、《黑皮與白牙》、《阿爸的情人》等。2000年起在中國大陸活躍于電視劇與電影的拍攝，因参演众多影視節目且不太挑戲，也被網友們諷稱為“爛戲王”。

## 早年
- 李立群父親的家鄉在河南孟縣，1949年隨中華民國國軍來到臺灣，是一名退伍軍人。母親的家鄉在北京東城。李立群在臺灣出生、成長於眷村，因常聽南腔北調而能說一些其他方言或口音。

- 李立群是家中么弟，上有兩個姊姊。母結婚前就知李父在大陸已結婚生子，姊弟從小就知道河南還有一位同父異母的大哥。兩岸開放探親後才與河南的親戚見到面。

- 李立群是在一間破廟中出生，幼時家境清苦，後搬遷至臺北市四四南村，就讀興雅國小畢業。於中國海事商業專科學校航海科畢業前夕，李立群接觸到中國青年劇團，對話劇產生濃厚的興趣，遂加入該團。畢業後，曾至船上實習8個月，之後做過很多工作。

- 1975年，李立群從華視訓練中心第二期演員訓練班結業。（資料來源：2015年4月28日《麻辣同學會》節目）。

## 演藝生涯
- 1977年，李立群演出舞台劇《一口箱子》。

- 1978年，李立群得到鄧育昆與陸廣浩的賞識，從此進入電視圈。

- 1981年，李立群以《華視劇展——卿須憐我我憐卿》獲得第16屆金鐘獎電視金鐘獎男演員獎。

### 表演工作坊
- 在戲劇之外，李立群曾參加華視綜藝節目《綜藝一百》的短劇演出。為了學習脫口秀，他曾在西餐廳做表演秀達2000餘場。在演藝工作之餘，他仍然喜愛劇場演出，在蘭陵劇坊認識了賴聲川；當時他與李國修正在構思一個相聲演出，原要在蘭陵發表，但遭拒絕，兩人後邀請賴聲川加入，創辦表演工作坊。

- 1985年，表演工作坊推出《那一夜，我們說相聲》，得到全國觀眾的喜愛。

- 1989年，李立群與金士傑共同演出《這一夜，誰來說相聲》。

- 1991年，李立群演出單口相聲《臺灣怪譚》，創立了全新風格的相聲表演方式。

- 1995年，賴聲川接下超級電視台電視劇《我們一家都是人》合約。李立群認為電視劇本應有相當時間的折衝與潤飾才能成熟，並非每日看個新聞就能在當日或隔日改為劇本、並且在未有一定時間的排練之下「立即」演出。於是因為表演理念與賴聲川不同，李立群將所有表演工作坊股份賣與賴聲川後離開表演工作坊。李立群此後至中國大陸發展，接演多齣電視劇。雙方僅是理念不同而分離，並未決裂。

### 近年
- 李立群演出電影《阿爸的情人》曾獲1995年加拿大魁北克國際影展最佳男演員，並於2009年出版《表演藝術雜誌》專欄連載匯集成書《演員的庫藏記憶》。

- 2025年與女兒一同主演的《家的方向》總投資人民幣3000萬元在中國上映，最終票房為人民幣9萬元[3]。

## 獲獎及榮譽

### 金鐘獎
| 年份   | 獲提名                 | 獎項                                 | 結果 |
| ------ | ---------------------- | ------------------------------------ | ---- |
| 1981年 | 《卿須憐我我憐卿》     | 第16屆金鐘獎男演員獎                 | 獲獎 |
| 1989年 | 《榕樹、杜鵑、台北城》 | 第24屆金鐘獎最佳教育文化節目主持人獎 | 獲獎 |
| 1991年 | 《末代兒女情》         | 第26屆金鐘獎電視男演員獎             | 提名 |
| 1999年 | 《儂本多情》           | 第34屆金鐘獎男配角獎                 | 提名 |
| 2001年 | 《回家》               | 第36屆金鐘獎單元劇男主角獎           | 提名 |
| 2011年 | 《就是要香戀》         | 第46屆金鐘獎戲劇節目男配角獎         | 提名 |

### 加拿大魁北克國際影展
| 年份   | 獲提名         | 獎項                           | 結果 |
| ------ | -------------- | ------------------------------ | ---- |
| 1995年 | 《阿爸的情人》 | 加拿大魁北克國際影展最佳男演員 | 獲獎 |

### 華鼎獎
| 年份   | 獲提名 | 獎項                                            | 結果 |
| ------ | ------ | ----------------------------------------------- | ---- |
| 2012年 |        | 第8屆華鼎獎中國選為全國觀眾最喜愛的十大影視明星 | 獲獎 |
| 2014年 |        | 第13届华鼎奖全国观众最喜爱的影视明星            | 獲獎 |

### 亞洲彩虹獎
| 年份   | 獲提名         | 獎項                        | 結果 |
| ------ | -------------- | --------------------------- | ---- |
| 2014年 | 《温州一家人》 | 第2屆亞洲彩虹獎最佳男主角奖 | 獲獎 |

### 金馬獎
| 年份   | 獲提名         | 獎項                     | 結果 |
| ------ | -------------- | ------------------------ | ---- |
| 1995年 | 《阿爸的情人》 | 第32屆金馬獎最佳男主角獎 | 提名 |

## 事件
- 2022年上海封城時，受困於上海[4]，期間他多次在抖音發布短影音分享飲食、收藏、日常生活近况，曾一天内發布11部短影音，也曾提到上海解封後回台灣過退休生活[5]。

- 2022年，李立群被发现「反共」言论。23日，李立群在抖音發影片表达「我支持全世界只有一個中國，台灣是中國的一部分這個事實，我這個立場永遠不變」[6]。

- 2023年，網路傳言李立群曾“吐槽”因患带状疱疹在杭州住院两周治疗花费20万冲上热搜。经萧山区卫健局查证辟谣，李住院12天治疗的花费共计两万余元，网上传言与事实情况严重不符。院方曾多次联系，希望能够出面进行辟谣，但均遭到拒绝，理由是他们并没有发表过相关言论。记者致电询问李立群团队，团队表示已经在走法律途径。李立群对此回复道：不理他，自古谣言止于智者。[7][8]观察者网在李立群社交平台上并未找到提及“住院半个月花费高达20万元”的影片。[9]

- 2024年8月，在抖音上評論台灣太「小」買不起奧運轉播權[10]，並口誤台灣「看不到」奧運轉播，實則是台灣可看奧運但須付費。

- 2025年與女兒李元元參與演出訴求「兩岸一家親」的電影《家的方向》，首週票房三天僅人民幣2萬元，對比成本3,000萬元並不理想。[11]

## 作品節選

### 戲劇演出
| 首播年份 | 頻道                   | 劇名                                     | 飾演角色       |
| 1980年   | 華視                   | 《江南遊—鐵膽》                          | 郭怒           |
| 1981年   | 華視                   | 《華視劇展— 卿須憐我我憐卿》             |                |
| 1981年   | 華視                   | 《華視劇展— 今夜摘星去》（與張小燕合演） | 周勇           |
| 1982年   | 華視                   | 《守著陽光守著你》                       | 許天賜         |
| 1983年   | 華視                   | 《華視劇展— 黃泉之屋》                   | 阿貴           |
| 1988年   | 台視                   | 《八月桂花香》                           | 胡春霖         |
| 1989年   | 台視                   | 《春去春又回》（1989年版）               | 苏三强         |
| 1990年   | 台視                   | 《末代儿女情》                           | 赫世龙         |
| 1991年   | 台視                   | 《碧海情天》                             | 九斤           |
| 1991年   | 台視                   | 《江湖再见》                             | 邢俊男         |
| 1992年   | 台視                   | 《末代皇孙》                             | 小福德         |
| 1993年   | 台視                   | 《倚天屠龙记》                           | 朱元璋         |
| 1993年   | 台視                   | 《英雄少年》                             | 葉文滔         |
| 1994年   | 華視                   | 《劉伯溫傳奇》 轉世英雄（上）            | 朱元璋         |
| 1996年   | 台視                   | 《新龍門客棧》                           | 魏忠賢         |
| 1997年   | 中視                   | 《女巡按》                               | 璐王           |
| 1998年   | 台視                   | 《神雕侠侣》                             | 欧阳锋         |
| 1998年   | 民視                   | 《江山美人》                             | 李鑄城         |
| 1999年   | 中視                   | 《花木兰》                               | 花弧           |
| 1999年   | 台視                   | 《绝代双骄》                             | 李大嘴         |
| 1999年   | 《江山万年情》         |                                          |                |
| 1999年   | 華視                   | 《帝王之旅》                             | 朱元璋         |
| 1999年   | 民視                   | 《侬本多情》                             | 喬顯農         |
| 2000年   | 中視                   | 《笑傲江湖》                             | 任我行         |
| 2000年   | 華視                   | 《西螺七崁》(又名《少林七崁》）          | 李龙泉         |
| 2000年   |                        | 《田教授家的二十八个保姆》               | 田教授         |
| 2000年   | 中國大陸               | 《春光灿烂猪八戒》                       | 东海龙王       |
| 2000年   | 中國大陸               | 《幸福家庭》                             | 吕大磊         |
| 2001年   | 中視                   | 《如来神掌》                             | 东岛长离       |
| 2001年   | 中視                   | 《青蛇與白蛇》                           | 丁福壽         |
| 2002年   |                        | 《皇朝太医》                             | 王九           |
| 2002年   | 中視                   | 《新蜀山剑侠传》                         | 苗烧天         |
| 2002年   |                        | 《乱世浮生》（又名：《似水浮生》）       | 金玉峰         |
| 2002年   |                        | 《让爱重来》                             | 雷敬德         |
| 2003年   |                        | 《草民县令》                             | 何虎           |
| 2003年   | 民視                   | 《人生几度秋凉》                         | 余旺财         |
| 2003年   | 公視                   | 《风声鹤唳》                             | 姚天章         |
| 2003年   |                        | 《半生缘》                               | 祝鸿才         |
| 2003年   | 華視                   | 《狂爱龙卷风》                           | 丁科長/丁中哲  |
| 2003年   | 華視                   | 《至尊红颜》                             | 袁天罡         |
| 2004年   | 中視                   | 《风云2：七武器》                        | 帝释天         |
| 2004年   | 中央电视台             | 《楚汉风流》                             | 李斯           |
| 2005年   |                        | 《聊斋志异》之《陆判》                   | 陆判           |
| 2005年   | 華視                   | 《地下铁》                               | 陆铭凯         |
| 2005年   |                        | 《中华英雄》                             | 金傲           |
| 2006年   |                        | 《格格的女儿》                           | 唐天鹏         |
| 2006年   |                        | 《血色残阳》                             | 陶老爷         |
| 2006年   |                        | 《天国恋歌》                             | 老尹           |
| 2006年   | 中視                   | 《皇上二大爷》                           | 硕二爷         |
| 2006年   |                        | 《大秦帝国之裂变》                       | 魏文惠王－魏罃 |
| 2007年   |                        | 《小家大事》                             | 宋旺富         |
| 2008年   |                        | 《爱你所以离开你远》                     | 刘天远         |
| 2008年   |                        | 《还君明珠》                             | 秦啸虎         |
| 2008年   | 《幸福》               |                                          |                |
| 2009年   |                        | 《玫瑰刺》                               | 韩大海         |
| 2009年   |                        | 《新一剪梅》                             | 万大权         |
| 2009年   |                        | 《春去春又回》（2008年版）               | 佛影           |
| 2009年   |                        | 《穷爸爸，富爸爸》                       | 赵一本         |
| 2009年   | 《阿喜》               |                                          |                |
|          | 大愛電視               | 《回家》                                 |                |
|          |                        | 《愛你 所以離開你》                      |                |
| 2010年   | 中視、TVBS歡樂台       | 《就是要香戀》                           | 齊為山         |
| 2010年   |                        | 《祕殺名單》                             | 嚴敬堯         |
| 2011年   | 南京電視台             | 《洪武大案》                             | 朱元璋         |
| 2012年   | 央視一套               | 《大秦帝國之縱橫》                       | 魏惠成王－魏罃 |
| 2012年   |                        | 《我的传奇老婆》                         | 施省吾         |
| 2012年   |                        | 《焦裕禄》                               | 黄老三         |
| 2012年   | 央視一套               | 《溫州一家人》                           | 周萬順         |
| 2012年   |                        | 《汉口码头》                             | 蔡瑶卿         |
| 2013年   |                        | 《娘要嫁人》                             | 李茂才         |
| 2013年   |                        | 《异镇》                                 | 易先生         |
| 2013年   |                        | 《说书人》                               | 孙鹤亭         |
| 2013年   |                        | 《窮追不捨》                             | 熊谷川         |
| 2014年   |                        | 《老兵》                                 |                |
| 2014年   |                        | 《少年神探狄仁杰》                       | 李承道         |
| 2014年   |                        | 《湄公河大案》                           | 李秋生         |
| 2014年   |                        | 《第一伞兵队》                           | 蔡式超         |
| 2015年   |                        | 《愛了別再說痛》 ( 原名:中國式母親)      | 吳天雄 (客串)  |
| 2015年   |                        | 《活法》                                 | 李國強         |
| 2015年   |                        | 《深宅雪》                               | 秦慕阳         |
| 2015年   |                        | 《空巢姥爷》                             | 周开启         |
| 2015年   |                        | 《抗倭英雄戚繼光》                       | 胡宗憲         |
| 2016年   | 江蘇衛視               | 《秀麗江山之長歌行》                     | 蔡少公 (客串)  |
| 2016年   | 樂視                   | 《一起长大》                             | 万保国         |
| 2016年   |                        | 《田教授和贤教授》                       | 田丰           |
| 2017年   | 中國大陸               | 《小五当官》                             | (客串)         |
| 2018年   | 騰訊視頻               | 《夜天子》                               | 楊霖蔡 (客串)  |
| 2018年   | 北京衛視               | 《幸福一家人》                           | 房永福         |
| 2019年   | 愛奇藝、東方衛視       | 《黄金瞳》                               | 德叔           |
| 2019年   | 中央電視台綜合頻道     | 《澳門人家》                             | 梁恒           |
| 2020年   | 愛奇藝                 | 《成化十四年》                           | 馬林蔡(客串)   |
| 2020年   | 優酷視頻、愛奇藝       | 《塞上風雲記》                           | 吕伯方         |
| 2020年   | 北京衛視、廣東衛視     | 《勝算》                                 | 方世寶         |
| 2020年   | 愛奇藝                 | 《小大夫》                               | 郭立業         |
| 2021年   | 八大戲劇台、衛視中文台 | 《她們創業的那些鳥事》                   | 夏語天         |
| 2022年   | 央視八套               | 《一代洪商》                             | 杨同昌         |
| 2023年   | 騰訊視頻               | 《三分野》                               | 司徒明天       |
| 2023年   | 北京衛視、愛奇藝       | 《铁马豪情的日子》                       | 張勛           |
| 2023年   | 江蘇衛視               | 《流光之下》                             | 宋誠           |
| 2023年   | 愛奇藝                 | 《点心之路》                             | 楊師傅         |
| 2024年   | 騰訊視頻、愛奇藝       | 《天行健》                               | 存清           |
| 2024年   | 八大戲劇台、MyVideo    | 《今夜一起為愛鼓掌》                     | 佳晨父         |
| 待播中   |                        | 《頭牌》(又名: 亂世風雨情)               |                |
| 待播中   |                        | 《风雷急》                               |                |
| 待播中   |                        | 《兒子，回家吧》                         | 劉北斗         |

### 電影演出
| 上映年份   | 片名                        | 飾演角色          | 導演   | 備註                       |
| 1980年10月 | 《鳳凰淚》                  |                   |        | 鳳飛飛、王羽、劉引商等主演 |
| 1980年12月 | 《花飛花舞春滿城》          |                   |        | 沈雁、姜厚任、等主演       |
| 1980年     | 《特别治疗》                |                   |        |                            |
| 1981年     | 《浴室风波》                |                   |        |                            |
| 1981年     | 《窗口的月亮不准看》        |                   |        |                            |
| 1982年     | 《魔体怪谈》                |                   |        |                            |
| 1982年     | 《人偷人》                  |                   |        |                            |
| 1982年     | 《阎王的喜宴》              |                   |        |                            |
| 1982年     | 《傻丁有傻福》              |                   |        |                            |
| 1982年     | 《大追击》                  |                   |        |                            |
| 1982年     | 《九月鹰飞》                |                   |        |                            |
| 1982年     | 《光陰的故事》              |                   |        |                            |
| 1983年     | 《搭錯車》                  | 阿滿，阿明        |        | 孫越、江霞、劉瑞琪等主演   |
| 1984年     | 《我爱玛丽》                |                   |        |                            |
| 1985年     | 《玫瑰玫瑰我爱你》          |                   |        |                            |
| 1985年     | 《我这样过了一生》          |                   |        |                            |
| 1986年     | 《恐怖分子》                | 李立中            | 楊德昌 |                            |
| 1987年     | 《黑皮與白牙》              |                   |        |                            |
| 1992年     | 《暗恋桃花源》              | 老陶              | 賴聲川 | 兼監製                     |
| 1994年     | 《飞侠阿达》                |                   |        |                            |
| 1995年     | 《阿爸的情人》              |                   |        |                            |
| 1997年     | 《黑金》/《情义之西西里岛》 | 侯副部长          |        |                            |
| 1997年     | 《雨狗》                    |                   |        |                            |
| 1999年     | 《想死趁现在》              |                   |        |                            |
| 2000年     | 《运转手之恋》              | 客串乘客-基因博士 |        |                            |
| 2001年     | 《报告总司令》              |                   |        |                            |
| 2003年     | 《Moon Child》/《月光游侠》 |                   |        |                            |
| 2004年     | 《生死速递》                |                   |        |                            |
| 2004年     | 《大汉风：指鹿为马》        |                   |        |                            |
| 2005年     | 《大汉风：鸿门宴》          |                   |        |                            |
| 2006年     | 《神游情人》                |                   |        |                            |
| 2006年     | 《买房》                    |                   |        |                            |
| 2007年     | 《上海1976》                |                   |        |                            |
| 2008年     | 《功夫灌籃》/《大灌篮》     | 毕天豪            |        |                            |
| 2009年     | 《我的唐朝兄弟》            | 趙里正            |        |                            |
| 2010年     | 《决战刹马镇》              | 周定邦            |        |                            |
| 2012年     | 《咆哮无声》                | 老年杨镇江        |        |                            |
| 2015年     | 《夏洛特烦恼》              | 校长              |        |                            |
| 2017年     | 《麻煩家族》                | 文锦辉            |        |                            |
| 2017年     | 《旗袍先生》                | 崔大春            |        |                            |
| 2017年     | 《坑爹游戏》                | 老                |        |                            |
| 2018年     | 《西虹市首富》              | 二爺              |        |                            |
| 2019年     | 《最长一枪》                | 老杜              |        |                            |
| 2020年     | 《大漠江湖》                |                   |        | 網路電影                   |
| 2021年     | 《春光燦爛豬八戒》          | 東海龍王          |        | 網路電影                   |
| 2022年     | 《阴阳镇怪谈》              | 趙玉三            |        | 網路電影                   |
| 2022年     | 《大夢西遊之五行山》        |                   |        | 網路電影                   |
| 2023年     | 《地心危机》                | 魏明              |        | 網路電影                   |
| 2023年     | 《人魚》                    |                   |        | 網路電影                   |
| 2023年     | 《请别相信她》              |                   |        |                            |
| 2023年     | 《极寒之城》                | 奎叔              |        |                            |
| 2023年     | 《不要走散好不好》          | 初秋爷爷          |        |                            |
| 2025年     | 《天馬星空》                | 爷爷              |        |                            |
| 2025年     | 《家的方向》                |                   |        |                            |
| 2026年     | 《我的棋王爺爺》            |                   |        |                            |

### 舞台劇演出
| 劇團       | 年份   | 劇名                    | 飾演角色                   |
| 表演工作坊 | 1985年 | 《那一夜，我們說相聲》  | 王地寶                     |
| 表演工作坊 | 1986年 | 《暗戀桃花源》          | 老陶                       |
| 表演工作坊 | 1987年 | 《西遊記》              | 阿奘                       |
| 表演工作坊 | 1987年 | 《圓環物語》            | 導播、趙炳忠、老闆、搬運工 |
| 表演工作坊 | 1988年 | 《開放配偶，非常開放!》 | 丈夫:劉台生                |
| 表演工作坊 | 1989年 | 《這一夜，誰來說相聲》  | 嚴歸                       |
| 表演工作坊 | 1989年 | 《回頭是彼岸》          | 石父                       |
| 表演工作坊 | 1990年 | 《非要住院》            | 王小明                     |
| 表演工作坊 | 1991年 | 《暗戀桃花源》          | 老陶                       |
| 表演工作坊 | 1991年 | 《台灣怪譚》            | 李發、影像老人             |
| 表演工作坊 | 1992年 | 《推銷員之死》          | 威利洛曼                   |
| 表演工作坊 | 1993年 | 《廚房鬧劇》            | 賀大喜                     |
| 表演工作坊 | 1993年 | 《那一夜，我們說相聲》  | 舜天嘯                     |
| 表演工作坊 | 1994年 | 《紅色的天空》          | 老李                       |
| 表演工作坊 | 1994年 | 《戀馬狂》              | 馬丁‧戴沙                  |
| 表演工作坊 | 1995年 | 《一夫二主》            | 楚法丁諾                   |
| 表演工作坊 | 2016年 | 《冬之旅》（臺灣場次）  |                            |
| 九九劇團   | 1999年 | 《誰家老婆上錯床》      |                            |
| 果陀劇場   | 2002年 | 《再見女郎》            | 趙德                       |
| 果陀劇場   | 2003年 | 《ART》                 | 孫耀群                     |
| 果陀劇場   | 2005年 | 《我的大老婆》          | 小葛、偉哥、羅K            |
| 果陀劇場   | 2008年 | 《針鋒對決》            | 奧賽羅                     |
| 果陀劇場   | 2009年 | 《傻瓜村》              | 蘇醫生                     |
| 果陀劇場   | 2010年 | 《17年之癢》            | 夏大同                     |

### 配音
| 類型     | 年份   | 片名                          | 角色   |
| 電影動畫 | 1997年 | 《小倩》（国语版）            | 燕赤霞 |
| 電影動畫 | 2001年 | 《史瑞克》（国语版）          | 史瑞克 |
| 電影動畫 | 2006年 | 《冰原歷險記 1和2》（国语版） | 迪亞哥 |
| 電視動畫 |        | 《秦時明月之夜盡天明》        | 公輸仇 |

### 書籍出版
| 年份   | 書名                                 | 作者   | 出版             | ISBN               |
| ------ | ------------------------------------ | ------ | ---------------- | ------------------ |
| 2008年 | 《演員的庫藏記憶：李立群的人生風景》 | 李立群 | 國家表演藝術中心 | ISBN 9789860143904 |

### 廣告
- 柯尼卡全系列彩色軟片（廣告詞「它抓得住我」在當時蔚為流行，如今已成經典）
- 味丹企業「綠友綠茶」
- 台灣亞太酒業「金獎大麯」
- 新東陽「新東陽中秋月餅」
- 天良生物科技「天良益腎保肝丸」
- 天良生物科技「高基能好顧醇錠」
- 三精製藥「三精系列口服液」
- 點將家企業「點將家SV-500電腦伴唱系統」
- 廣東美味鮮調味食品有限公司「廚邦醬油」（至2022年止）[12]
- 曹清华薏辛除湿止痛胶囊[13]
- 華碩「ZenFone 2 Laser」
- 澳洲進口「好顧醇」

### 主持
| 年份               | 頻道                 | 節目                                                                       |
| ------------------ | -------------------- | -------------------------------------------------------------------------- |
| 1988年至1989年播出 | 台視、中視、華視輪播 | 台北市政府市政建設宣導節目《榕樹、杜鵑、台北城》（中央電影公司電視部製作） |

## 外部連結
- 李立群的新浪微博
- 李立群在互联网电影资料库（IMDb）上的資料（英文）
- 李立群在香港影庫上的簡介
- 李立群在豆瓣上的资料（简体中文）
- 李立群在时光网上的簡介（简体中文）
- 李立群在台灣電影網上的資料（繁體中文）
- 華文影史庫上李立群簡介 （页面存档备份，存于）